# Neolitická architektura
Neolitická architektura zahrnuje budování stálých, trvanlivých staveb z mladší doby kamenné, zejména obydlí a měst, hrobů a kultovních míst. Její pozůstatky se zachovaly spíš v okrajových oblastech a z velké části byly objeveny teprve ve 20. století jako vykopávky. Zatímco na Východě jsou to hlavně obydlí a města, stavěná z hlíny a nepálených cihel, ve Středomoří a v Evropě se zachovaly hlavně hroby, kultovní místa a chrámy z velkých kamenů, známé jako megality. 

## Podmínky vzniku
Neolit, kultura usedlého zemědělství, začíná někdy v 10. tisíciletí př. n. l. na Blízkém a Středním východě (tzv. úrodný půlměsíc dnešního Turecka, Iráku, Sýrie a Palestiny), odkud se pozvolna šíří jednak na západ, do Středomoří a do Evropy, ale také do dnešního Pákistánu a Indie. Zemědělství umožnilo podstatně vyšší hustotu obyvatel, vytváření zásob a přebytků i budování pevných sídel. Větší soustředění lidí vyvolalo potřebu pevnější společenské organizace a moci, a zároveň umožnilo budování mohutných staveb. Tyto nesmírné investice, zejména hradby a chrámy, vyjadřovaly touhu po trvalém uspořádání života a zároveň víru ve „věčnou“ budoucnost, jak to vyjadřuje například Epos o Gilgamešovi. 
Jako se neolitická kultura jen velmi pomalu šířila do dalších oblastí, tak také neskončila ve stejné době. Zatímco v těch nejvyspělejších oblastech ustoupila už ve 3.–2. tisíciletí př. n. l. kultuře bronzové, v okrajových a méně úrodných oblastech přežívala často až do 19. století. O neolitické architektuře však mluvíme jen v období do vzniku písma, v Evropě zhruba do 1. tisíciletí př. n. l. 

## Blízký a Střední východ
Nejstarší neolitické stavby se zachovaly na Středním východě a pocházejí patrně už z 10. tisíciletí. Jsou to lidská sídla, vesnice a města, později i opevněná, většinou z hlíny, drobného kamení a nepálených cihel. Velmi brzy se objevují i posvátné okrsky a chrámy, často s kamennými prvky. Mezi nejstarší sídliště patří Göbekli Tepe a Nevalı Çori z 10.—9. tisíciletí ve východním Turecku a Jericho v Izraeli (9. tisíciletí). V Çatal Hüyüku z 8.–7. tisíciletí, rovněž v jihovýchodním Turecku, jsou domy omítané a na stěnách zdobené malbami, patrně kultovního významu. Nálezy naznačují, že zemřelí se pohřbívali dvoufázově, nakonec pod podlahou domu, který tak sloužil i jako svatyně. Mehrgarh u města Kvéta ve středním Pákistánu, asi 150 km od afghánských hranic, byl nepřetržitě osídlen od 8. do 3. tisíciletí a na něj navazuje řada dalších neolitických měst v údolí Indu. V nejstarší vrstvě osídlení se nalezly domy z nepálených cihel s několika místnostmi na pevných základech z rovnaných kamenů a snad i s kanalizací. 
Koncem neolitu se na Blízkém Východě vytváří megaron, jednoduchá obdélná stavba s krytým přístřeškem a vchodem na užší straně, který se pak stal základem pro vývoj řecké chrámové architektury.

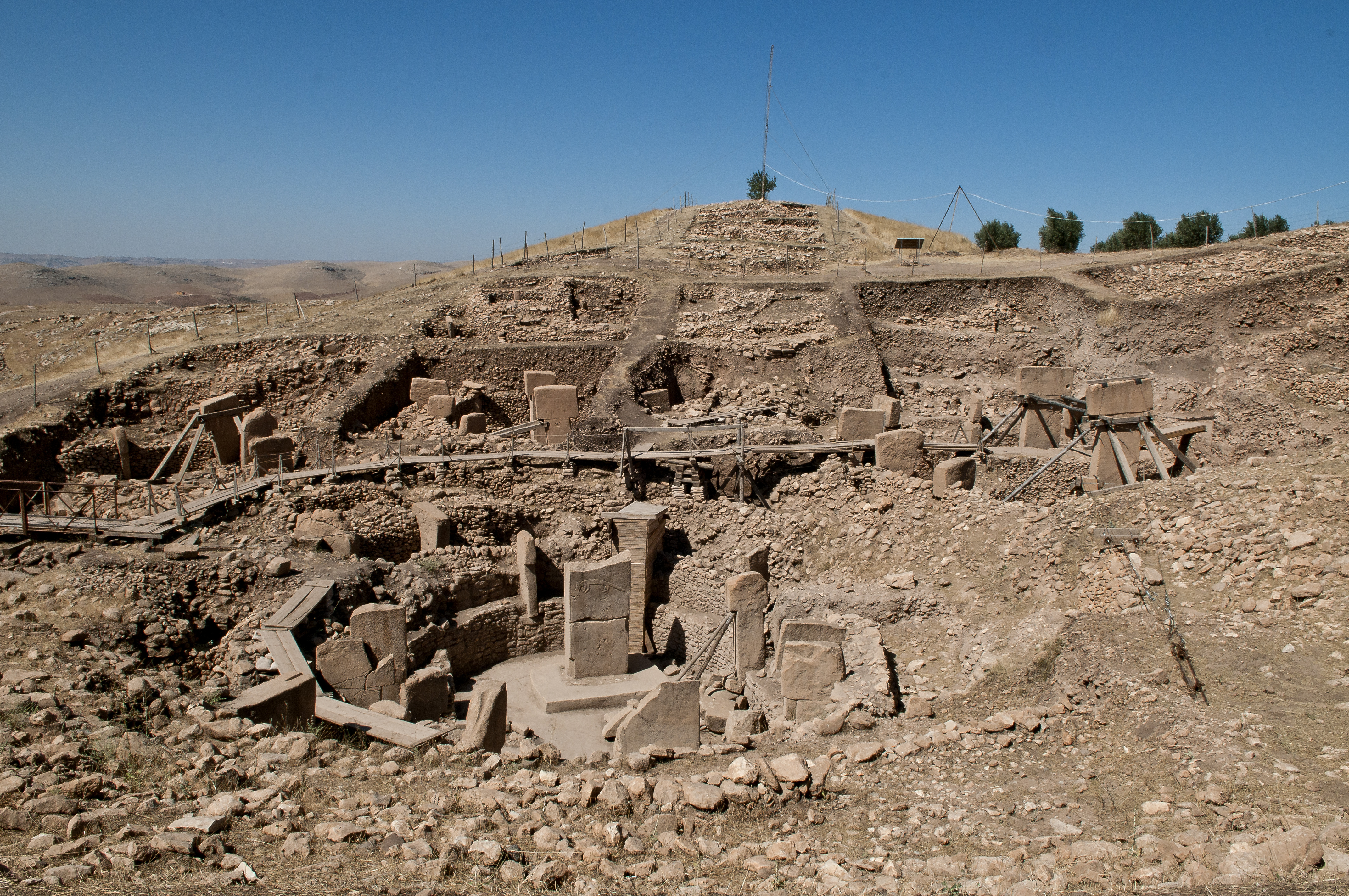
Göbekli Tepe v Turecku
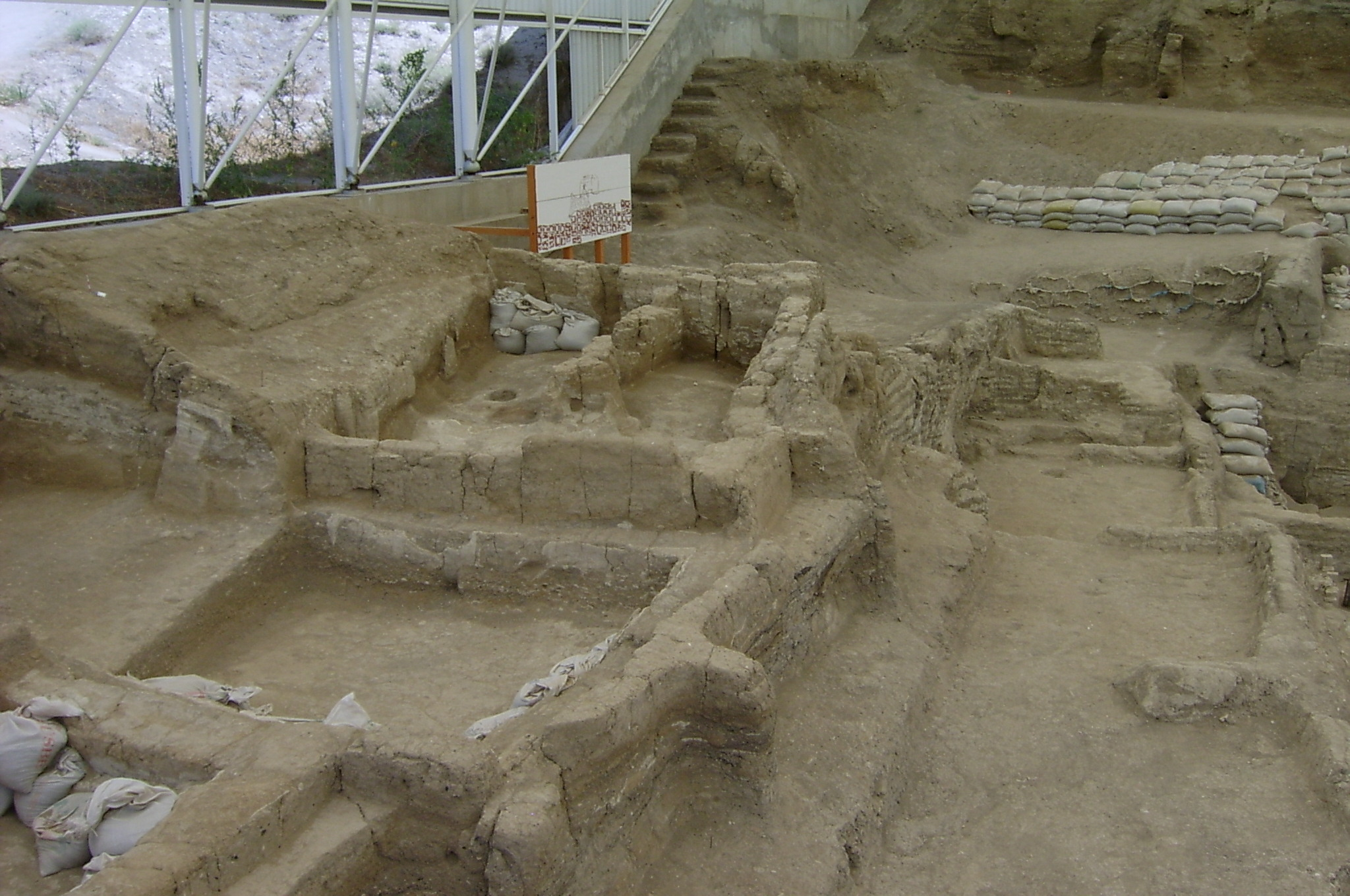
Domy v Catal Hüyük
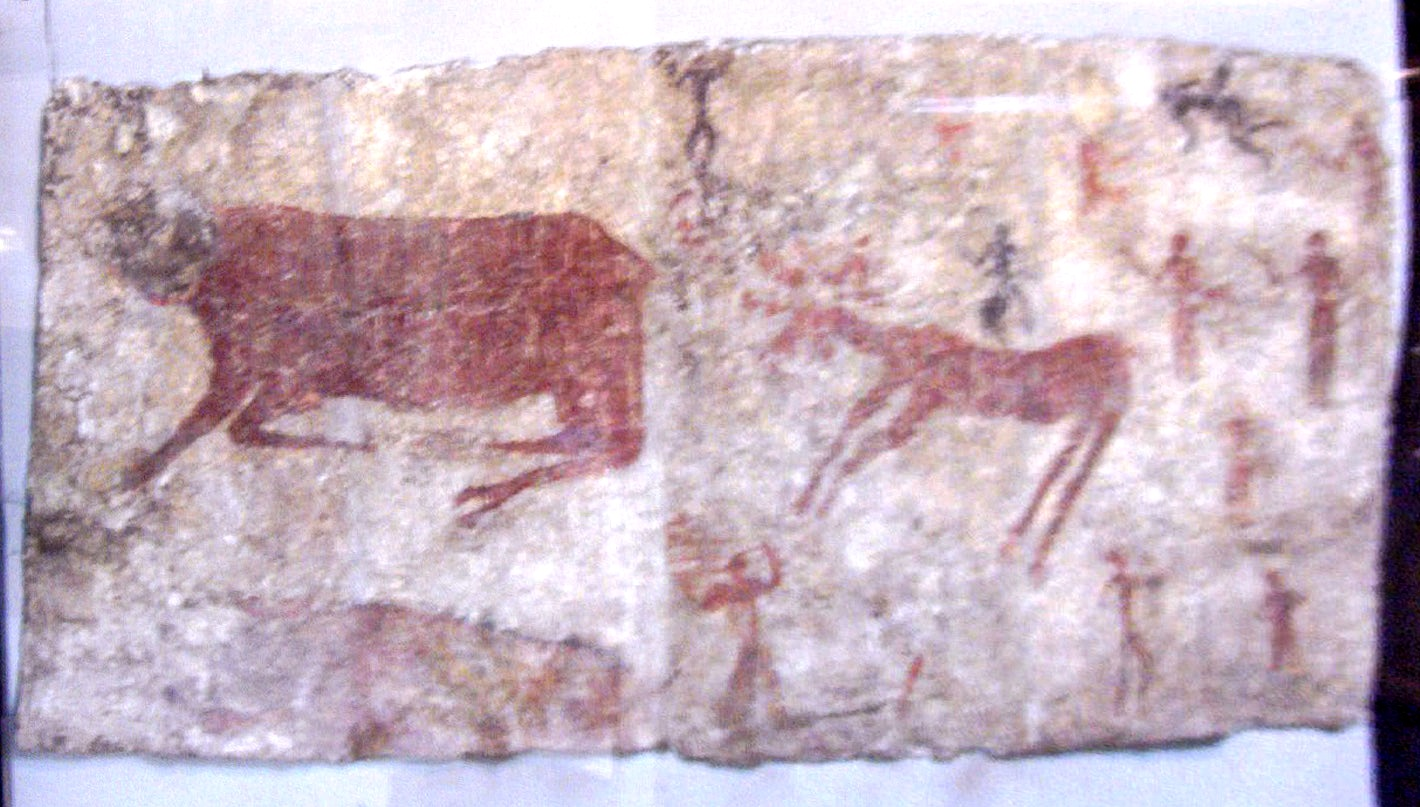
Nástěnné malby z Catal Hüyük
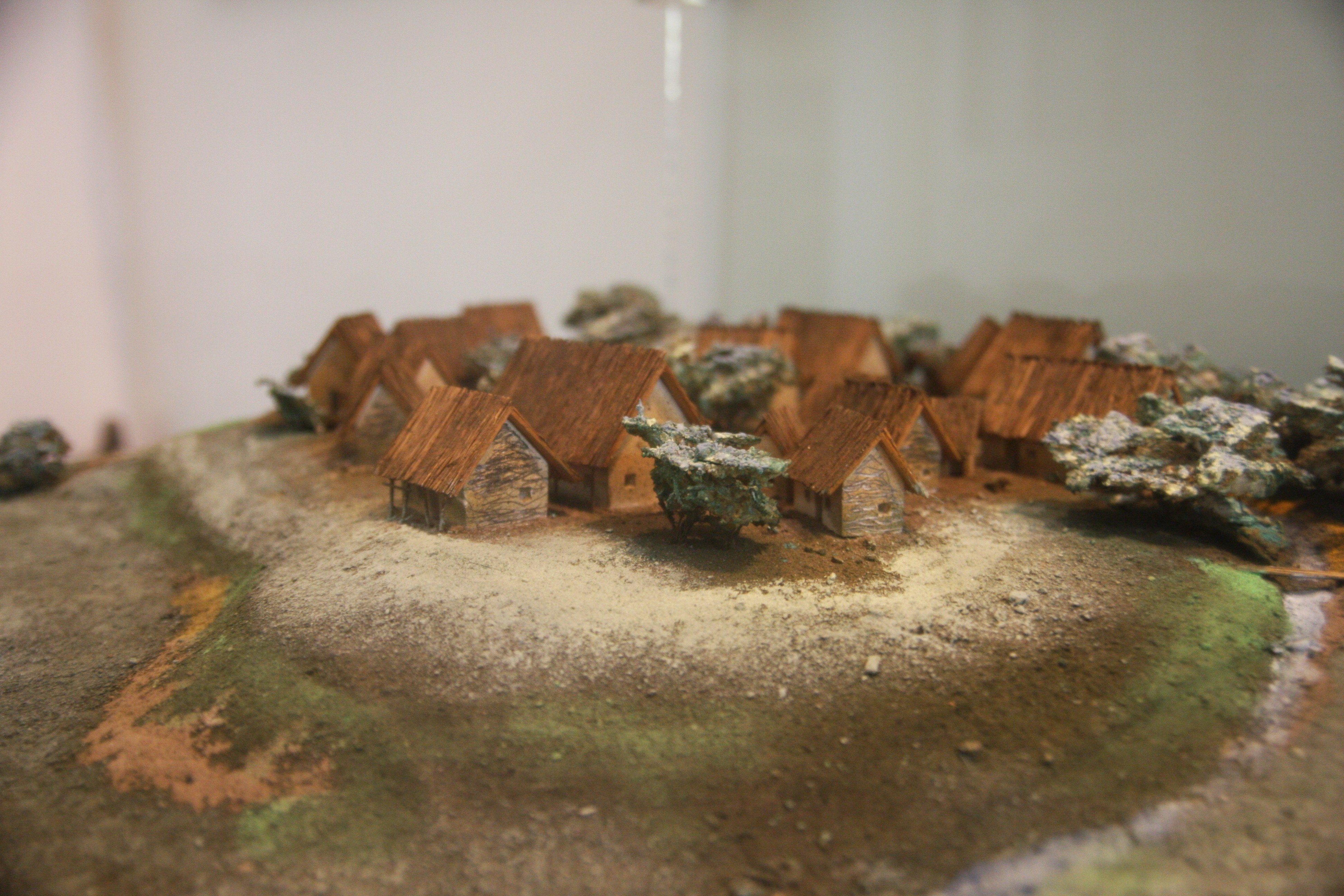
Model vesnice (Cucuteni, Rumunsko)

## Megalitické stavby
V Evropě i v jihozápadní Asii, kam se neolitická kultura šířila v dalších tisíciletích, se obydlí patrně stavěla z méně trvanlivých materiálů – ze dřeva, z proutí a hlíny – takže se nezachovala. Zato se od Indie a Kavkazu až po západní a severní Evropu, ale i v Africe nebo Brazílii, zachovalo množství mohutných kamenných staveb, patrně náhrobků a kultovních míst. Nejznámější je anglické Stonehenge (asi 100 km ZJZ od Londýna), ale větší nebo menší kameny a skupiny kamenů se zachovaly ve velkém množství zejména v Irsku, ve Francii, v severním Německu a Dánsku, v jižním Rusku a na Kavkaze. Rozlišují se jednotlivé kameny (menhir) a jejich kruhy (kromlech) nebo řady (Carnac v Bretani), ploché kameny na sloupech (dolmen) a rozsáhlé hroby s mohylami (cairn, tumulus). V jižním Rusku a na Kavkaze se zachovaly dokonale zpracované deskové dolmeny a v osadě Volkonskij u Soči žulový monolit s vytesanou půlkulovou komorou.

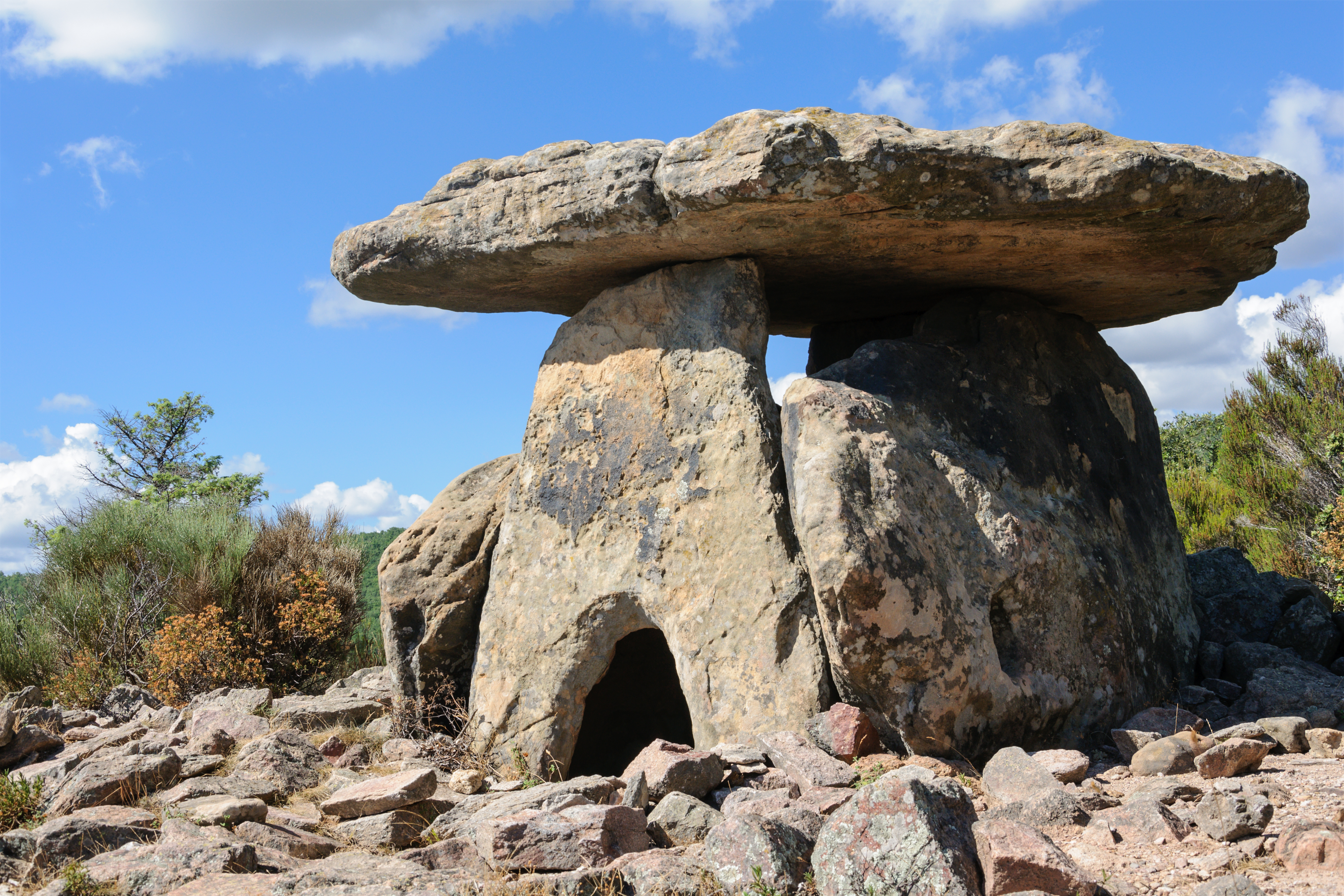
Dolmen v Soumont (Languedoc, Francie)
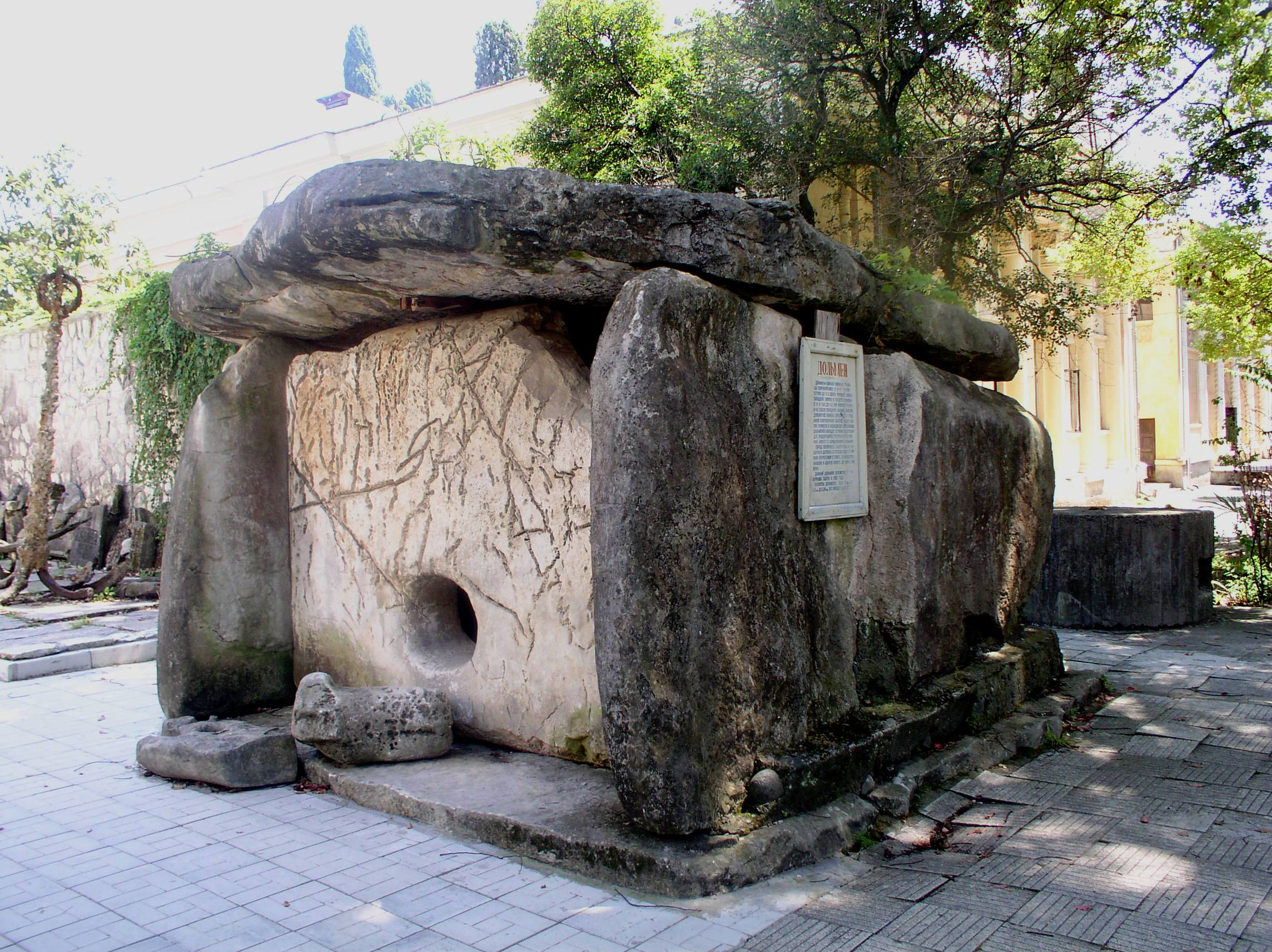
Monolitický dolmen u Soči
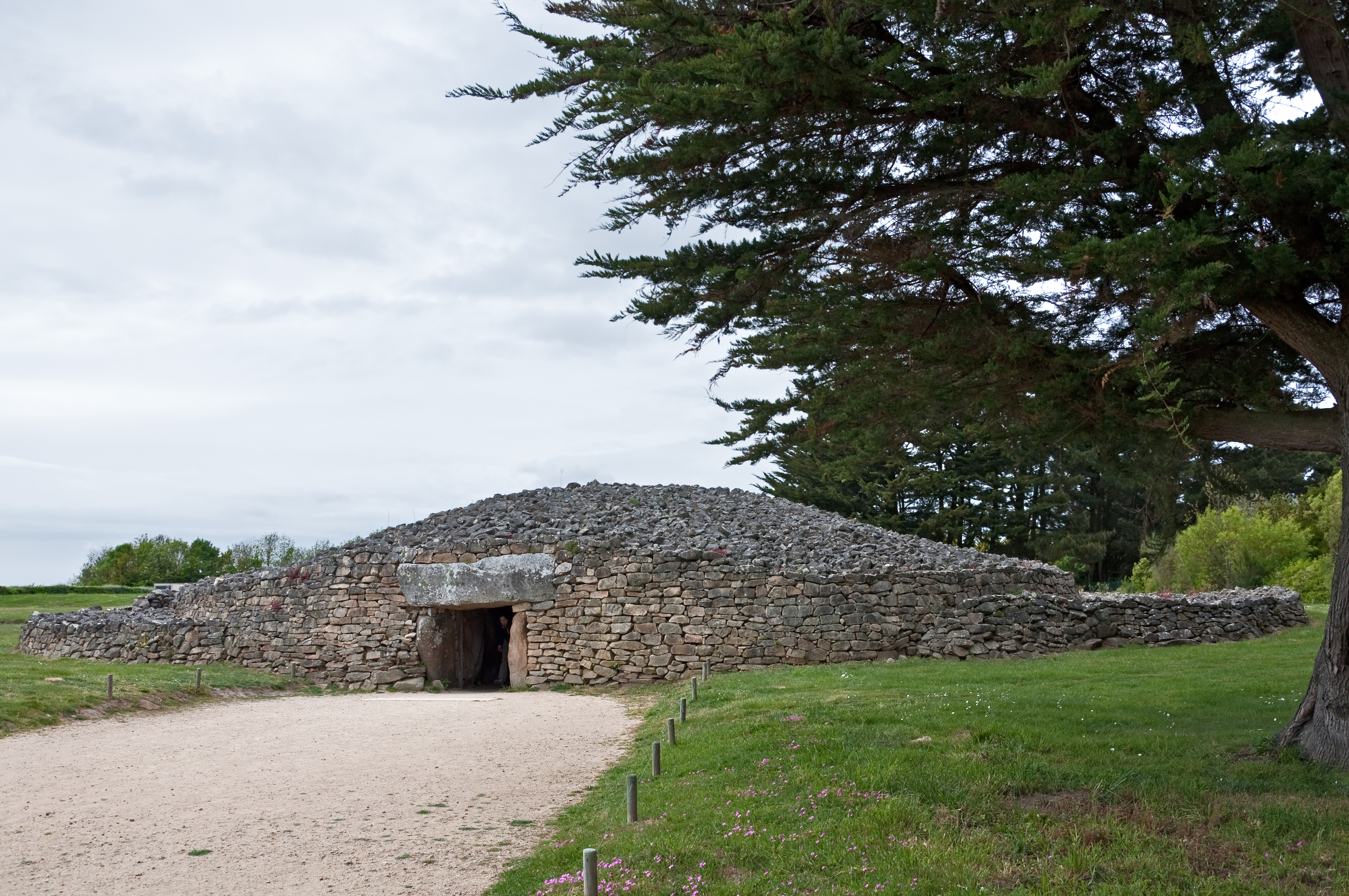
Locmarquier v Bretani
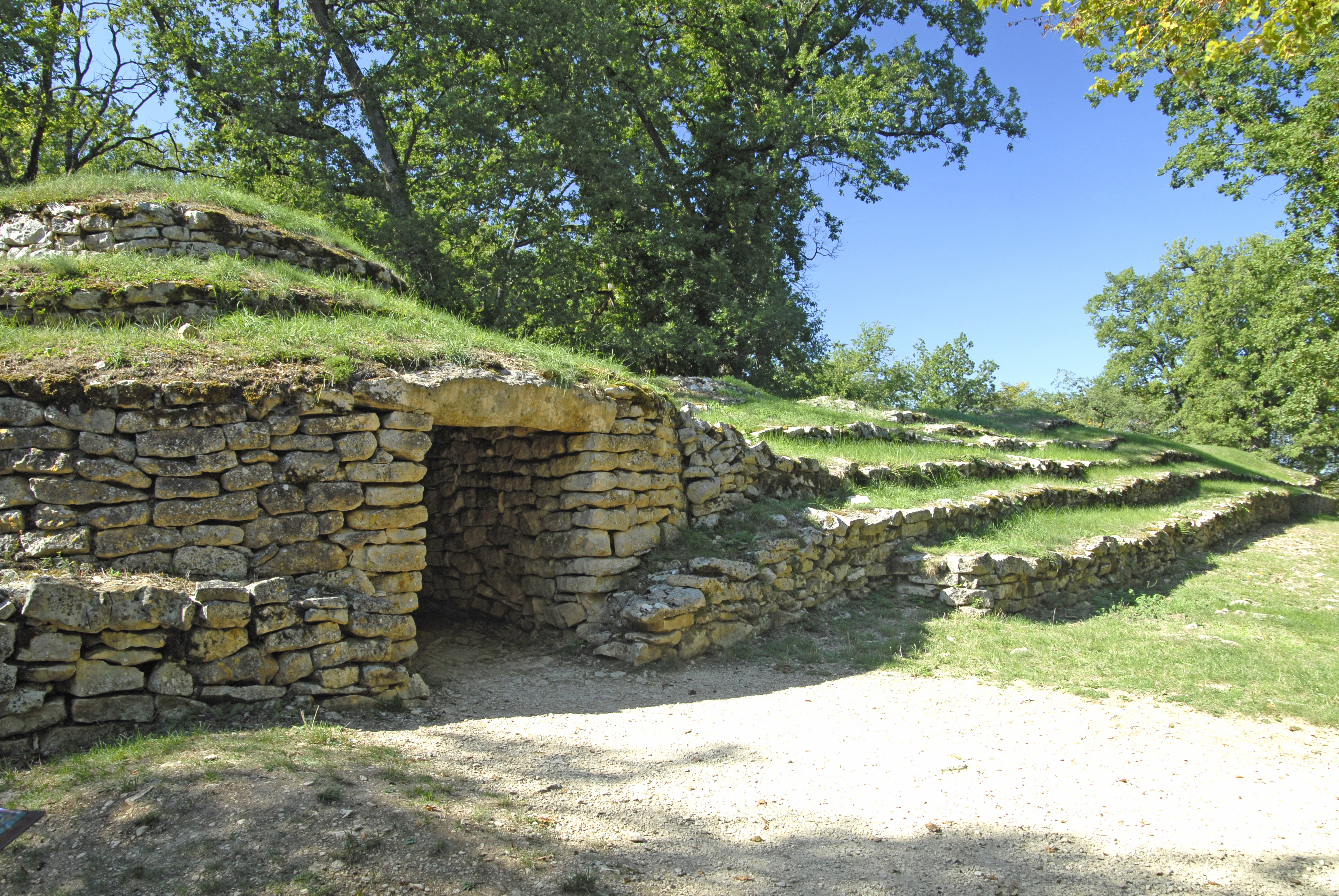
Tumulus v Bougon u Poitiers, Francie

## Ostrov Malta
Někdy v 5. tisíciletí se objevují první stopy osídlení na Maltě a brzy na to i první chrámové stavby z mohutných, částečně opracovaných vápencových kvádrů. Z období od konce 5. do poloviny 3. tisíciletí se zachovaly zbytky asi třiceti chrámových staveb, z nichž sedm je zapsáno na Listině světového dědictví UNESCO. Ačkoli mají různý půdorys, mají řadu společných rysů. Každý je ohrazen zdí ze svislých kvádrů, vstup tvoří krytá kamenná chodba, kterou se vstupuje do jednotlivých okrouhlých prostorů („apsid“), uspořádaných do párů nebo trojlístků. Vnitřní stěny apsid jsou tvořeny svislými opracovanými kvádry, někde zdobenými reliéfy. Prostor mezi vnější zdí a apsidami byl vysypán hlínou a kamením.

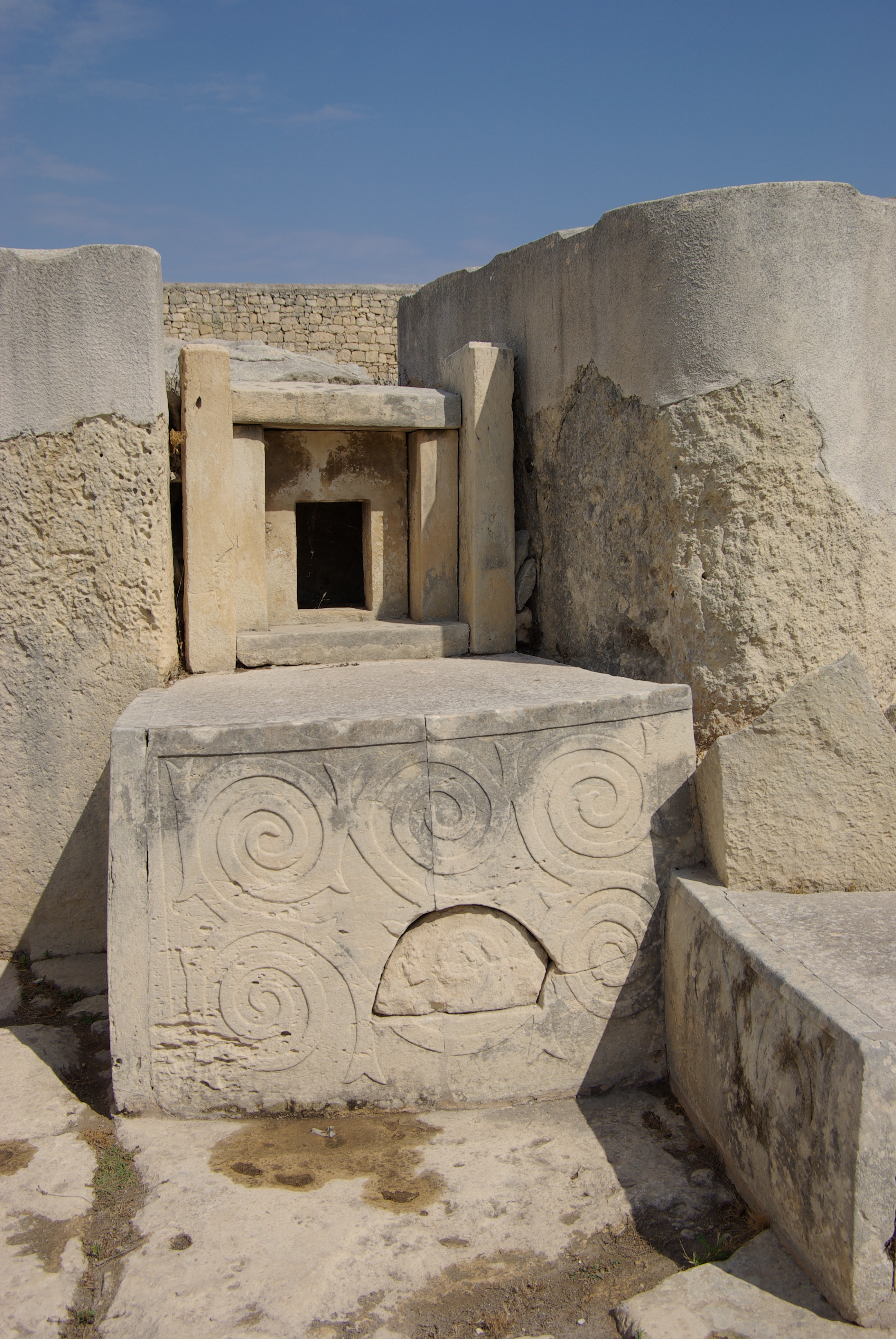
Oltář v Tarxien
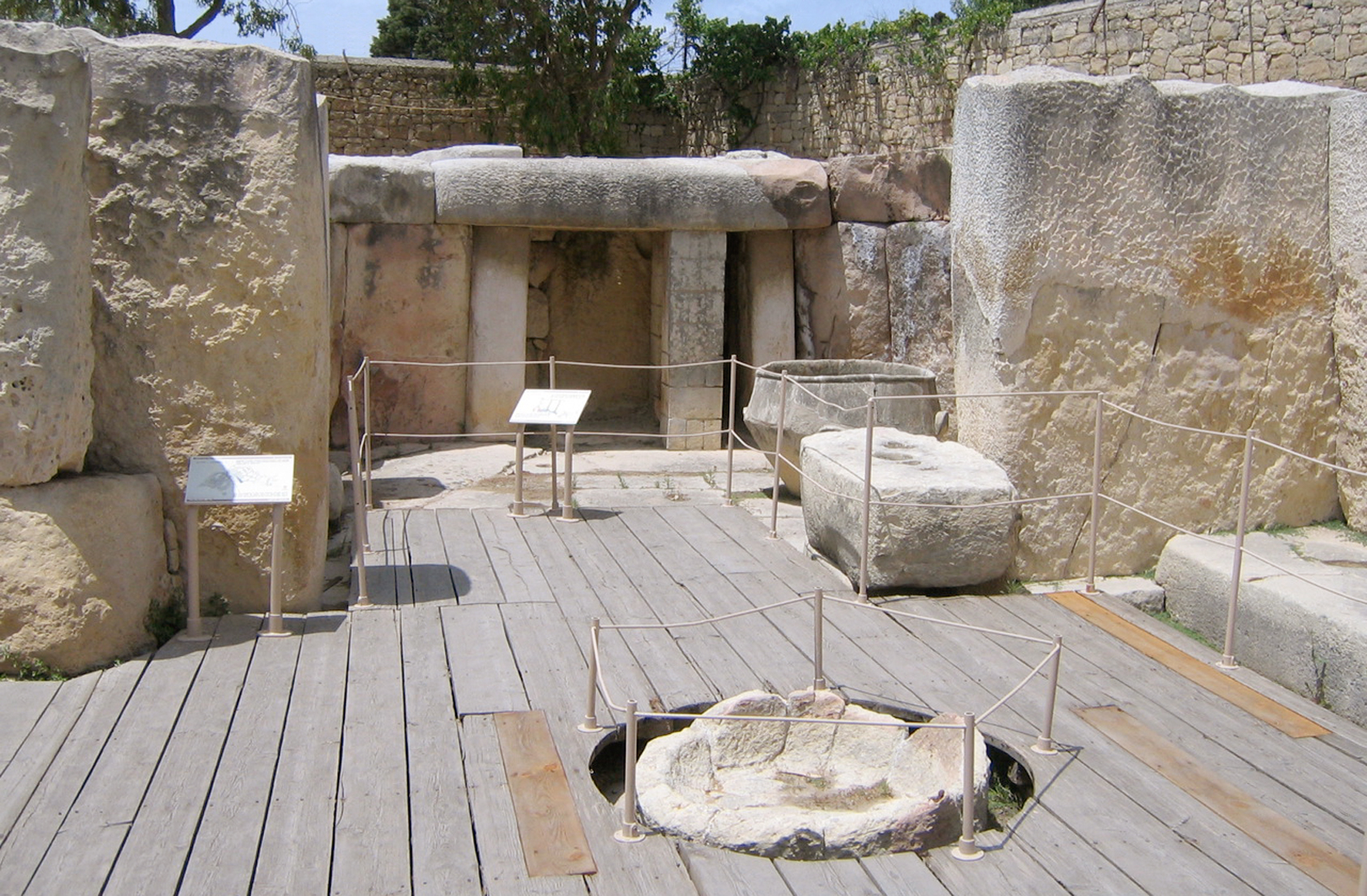
Chrám v Tarxien
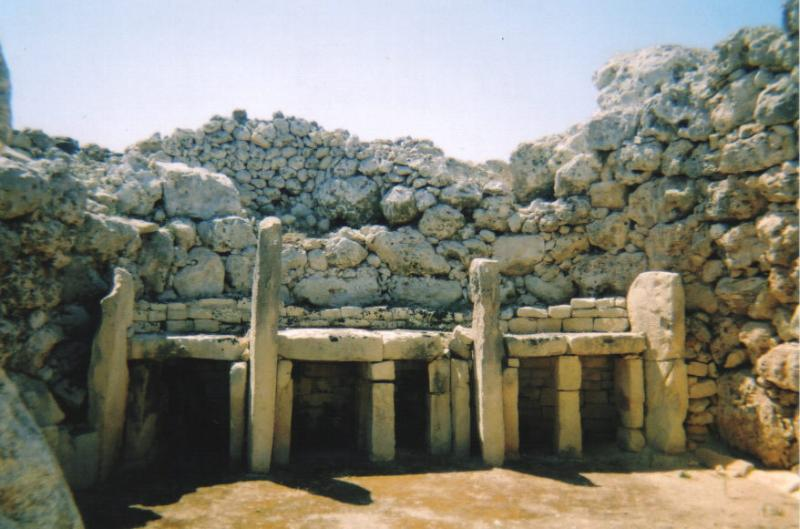
Chrámy v Ggantija
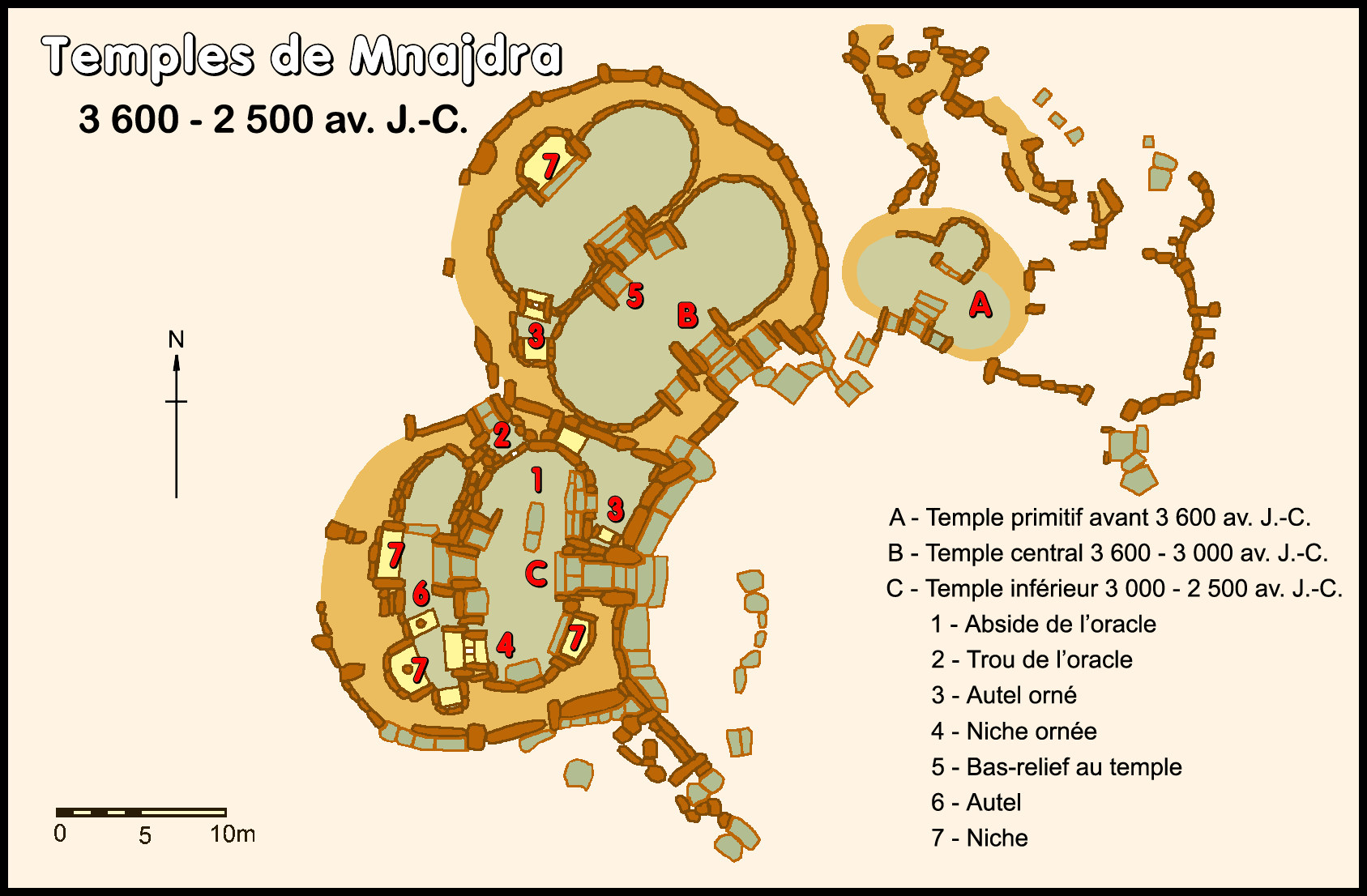
Plán chrámů v Mnajdra